# Six équipes originales de la LNH
Les six équipes originales de la Ligue nationale de hockey (en anglais : The Original Six) est un terme de hockey sur glace qui désigne les six équipes qui forment la LNH de 1942 à 1967. Ces équipes sont les Canadiens de Montréal, les Maple Leafs de Toronto, les Bruins de Boston, les Red Wings de Détroit, les Rangers de New York et les Black Hawks de Chicago.
Le terme est trompeur puisque ces équipes ne sont pas celles qui sont présentes à la création de la LNH, en 1917 : les Canadiens de Montréal, les Arenas de Toronto (devenus ensuite les Maple Leafs), les Sénateurs d'Ottawa et les Wanderers de Montréal.
Les premières décennies de la ligue voient plusieurs changements d'équipes, mais en 1926, les six équipes originales sont en place, et en 1942, elles deviennent les seules équipes de la LNH. La période de stabilité de 25 ans qui suit est à l'origine du terme.

## Contexte

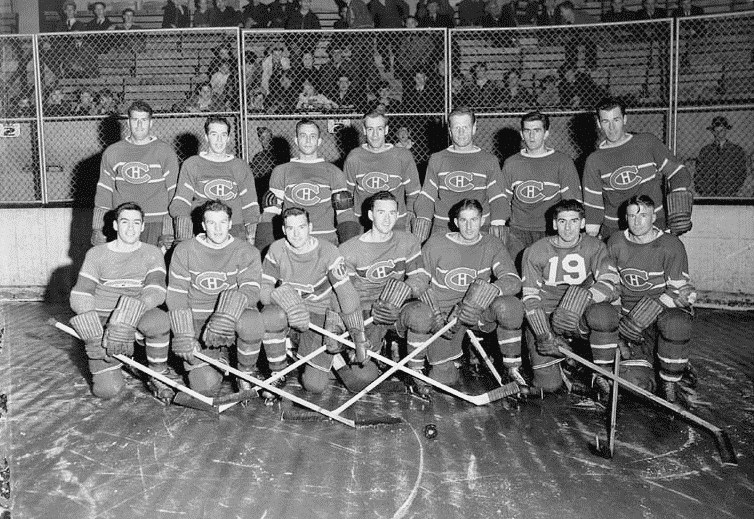
Les Canadiens de Montréal en octobre 1942.

Au début des années 1920, la Ligue nationale de hockey regroupe une dizaine d'équipes, mais la Grande Dépression force plusieurs propriétaires d'équipes à déposer le bilan. C'est ainsi le cas des Pirates de Pittsburgh, des Sénateurs d'Ottawa et des Maroons de Montréal. Les Americans de New York résistent plus longtemps, mais la Seconde Guerre mondiale met fin à l'existence de l'équipe en fin 1942. La LNH ne compte alors que plus que six franchises.
Au cours des années 1960, les équipes des ligues mineures, notamment les équipes des États-Unis, deviennent de plus en plus compétitives. La Western Hockey League monte de plus en plus et menace même de devenir une ligue professionnelle et ainsi d'avoir un droit sur la Coupe Stanley. Donc, en 1967, la LNH doit, pour la première fois depuis les années 1920, envisager une expansion. C'est ainsi que six nouvelles équipes s'ajoutent à la Ligue, créent une nouvelle division et incorporent des joueurs d'autres équipes au cours du repêchage d'expansion.
Les North Stars du Minnesota, les Kings de Los Angeles, les Seals d'Oakland, les Flyers de Philadelphie, les Penguins de Pittsburgh et les Blues de Saint-Louis font donc leur entrée dans la ligue et amènent un vent de fraîcheur qui transformera sensiblement la LNH. Pendant des années, les fans voyaient les mêmes maillots rouges, noirs et bleus s'affronter. Or, voici que du jour au lendemain apparaissent de nouvelles couleurs : violet, vert, orange et bleu ciel.
À la fin de la saison 1958-1959, Ken Mosdell met fin à sa carrière de joueur. C'est un ancien joueur des Americans de New York et le dernier joueur de la LNH à ne pas avoir passé toute sa carrière au sein d'une des six équipes originales. Vingt-quatre ans plus tard, Wayne Cashman joueur des Bruins, est le dernier joueur à avoir évolué du temps des six équipes à mettre fin à son tour à sa carrière.

## Classements des six équipes pendant 25 ans
Pour les significations des abréviations, voir statistiques du hockey sur glace.

Les statistiques suivantes ne concernent que la période des six équipes originales.
| Franchise              | PJ    | V   | D   | N   | Pts   |
| ---------------------- | ----- | --- | --- | --- | ----- |
| Canadiens de Montréal  | 1 640 | 855 | 537 | 248 | 1 958 |
| Red Wings de Détroit   | 1 640 | 784 | 572 | 284 | 1 852 |
| Maple Leafs de Toronto | 1 640 | 725 | 623 | 292 | 1 742 |
| Black Hawks de Chicago | 1 640 | 594 | 779 | 267 | 1 455 |
| Bruins de Boston       | 1 640 | 578 | 781 | 281 | 1 437 |
| Rangers de New York    | 1 640 | 503 | 843 | 294 | 1 300 |

| Franchise              | Coupes Stanley |
| ---------------------- | -------------- |
| Canadiens de Montréal  | 10             |
| Maple Leafs de Toronto | 9              |
| Red Wings de Détroit   | 5              |
| Black Hawks de Chicago | 1              |
| Bruins de Boston       | 0              |
| Rangers de New York    | 0              |